# Melosiraceae
Melosiraceae, porodica alga kremenjašica iz reda Melosirales, dio podrazreda Melosirophycidae. Sastoji se od šest rodova s 91 taksonomski priznate vrsta;

## Rodovi
1. Angusticopula Houk, Klee & H.Tanaka
2. Druridgea Donkin; monotipičan
3. Ferocia Van de Vijver & Houk
4. Gaillonella Bory
5. Melosira C.Agardh
6. Tumulopsis N.I.Hendey; monotipičan

## Drugi projekti
|  | Zajednički poslužitelj ima još gradiva o temi Melosiraceae |
|  | Wikivrste imaju podatke o taksonu Melosiraceae             |